# Kanchanpur (distrito)
Kanchanpur é um distrito da zona de Mahakali, no Nepal. Tem a sua sede na cidade de Mahendranagar, tem uma área de 1610 km² e uma população de 377 899 habitantes (censo de 2001).